# Kasai-Oriental
Kasai-Oriental (Đông Kasai) là một trong 11 đơn vị hàng chính cấp tỉnh của Cộng hòa Dân chủ Congo. Tỉnh này giáo với các tỉnh Kasai-Occidental ở phía tây, Équateur phía tây bắc, Orientale phía đông bắc, Maniema phía đông, và Katanga phía nam. Tỉnh lị là Mbuji-Mayi. Kasai-Oriental là một trong những khu vực có nhiều kim cương trên thế giới.

## Khai thác kim cương
Khu vực thuộc Mbuji-Mayi là nơi hàng năm sản xuất 1/8 về khối lượng kim cương công nghiệp trên thế giới, mỏ được điều hành bởi công ty khai thác mỏ Bakwanga (Société Minière de Bakwanga). Đây là nơi có tích tụ kim cương lớn nhất trên thế giới, trong đó tập trung nhiều hơn so với ở Kimberley, Nam Phi. Mbuji-Mayi xử lý hầu hết lượng kim cương công nghiệp sản xuất ở Congo.